# Крагујевац вајлд борси
Крагујевац вајлд борси (енгл. Kragujevac Wild Boars; познати и као Крагујевачки дивљи вепрови) је српски клуб америчког фудбала из Крагујевца. Основан је 2003. године и један је од оснивача америчког фудбала у Србији. Клуб је десет пута био првак Прве лиге Србије, а играо је и финале ЕФАФ купа у коме је поражен од Лондон блица.

## Историја

### Почетак и први успеси
Први меч, који је уједно и први меч америчког фудбала у Србији, Крагујевчани су одиграли 22. марта 2003. године против Вукова Београд. Меч је одигран на стадиону фудбалског клуба Јадран пред око 500 гледалаца, а тријумфовали су Вепрови са 15:14. Те године су Вепрови одиграли још две утакмице у којима су победили Сирмијум лиџонарсе са 45:38 и Ниш стидсе са 47:0
Дана 26. октобра одржана је оснивачка скупштина на којој је присуствовало седам клубова, међу којима су били и Дивљи вепрови. На новом састанку у фебруару је одлучено да лига крене, али без опреме и по NCAA правилима. Први меч је одигран на ускршњи понедељак, 12. априла 2004. године у Крагујевцу, на стадиону фудбалског клуба Шумадије, састали су се Дивљи вепрови и Ниш Стидси. Пред око 500 гледалаца славили су Крагујевчани са 30:6. У лиги је прве године учествовало пет тимова, до финала су стигли Вепрови и Вукови. Финале је одиграно на стадиону Чика Дача, а упркос киши, на стадиону је било око 2.500 гледалаца, који су помогли Вепровима да освоје први шапмионат.
Следеће године се играло по куп систему. Крагујевчани су лако стигли до финала, а против Ниша су забележивши најубедљивију победу у историји, савладавши Стидсе са 102:6. Међутим Вепрови су у финалу на стадиону Обилића поражени од београдских Вукова са 20:7.
Након две сезоне играња без опреме, четири клуба у Србији, Дивљи вепрови, Вукови, Сирмијум легионари и Нови Сад дјукси набавили су опрему и од 2006. године се укључују у СЕЛАФ лигу. У лиги су поред четири српска клуба учествовали и Силверхокси Љубљана. У регуларном делу Вепрови су имали скор 7-2, а у репризи прошлогодишњег финала, верпови су успели да се реванширају Вуковима и на стадиону Радничког са Новог Београда победили су са 20:7.
Сезона 2007 је била најлошија у клупској историји, јер је клуб забележио свих седам пораза у ЦЕФЛ лиги.
У сезони 2008 Вепрови су први пут ангажовали једног американца, квотербека Стена Бедвела. То им се исплатило и са скором од 8-1 освојили су титулу победом у финалу над Вуковима са 39:33.

### Раскол у САФС-у и успеси Вепрова
Следеће сезоне су Вепрови још лакше освојили титулу првака, јер су у девет утакмица остварили исто толико победа, а у финалу су савладали београдске Блу драгонсе са 67:33. Међутим треба напоменути да је 2009. године дошло до раскола унутар САФС-а и формирала су се два паралелна савеза, САФС који су предводили Вајлд борси и Београд Блу Драгонси и СААФ који су формирали Београд вукови и Нови Сад дјукси заједно са још неколико клубова. Тако да су наредне две године игране две одвојене лиге. Године 2009. Вепрови су дебитовали и на европској сцени, у Челенџ купу у коме су стигли до полуфинала, али због неодобравања виза нису могли да отпутују на меч у Мађарској.
Пету титулу Вепрови су освојили као и претходну без пораза. У финалу су победили Ејнџел вориорсе из Чачка са 69:26. Крагујевчани су дебитовали и у ЕФАФ купу. У првом мечу у швајцарском граду Хуру поражени су од Каланда бронкоса са 45:20, док су у другом колу на стадиону Сушица у Крагујевцу са 28:7 победили Лацио маринце.

### Период без трофеја
Од 2011. године клубови се поново уједињују у оквиру једног савеза. Иако су регуларни део завршили без пораза, у финалу су лишени помоћи повређеног квотербека Стена Бедвела поражени од Београд вукова са 51:36. Међутим ове сезоне је остварен највећи успех у историји клуба на европској сцени. Крагујевчани су након неколико победа успели да се пласирају у финале ЕФАФ купа где су у финалу поражени са 29:7 од Лондон блица.
И у сезони 2012 главну реч су водили Вепрови и Вукови. Крагујевчани су сезону завршили са 7 победа и 2 пораза, и то оба од Београђана. Први пораз су им нанели у регуларном делу, а други у финалу када су славили са 35:24 иако су Вепрови прво полувреме водили са 24:21.
Сезона 2013. је прошла у потпуној доминацији београдских Вукова. У финалу Суперлиге Србије које се рачунало и као финале ЦЕФЛ лиге, Вукови су победили Вепрове са 42:0.
На почетку нове сезоне Крагујевчани су довели тројицу Американаца, квотербека Ајка Витакера, дефанзивног бека Кена Хејла и лајнбекера Шејна Вонга. Уз њих дошао је из Ројал краунса и офанзивни линијаш Јанко Поповић чиме су Вепрови показали да желе да прекину доминацију Вукова. У Суперлиги Србије вепрови су играли променљиво и са скором 5:2 завршили на трећем месту. У ЦЕФЛ лиги након стартног пораза од Вукова са 17:16 када су промашили шут за победу, везали су 4 победе (једну службеним резултатом) и за финале им је одговарао и пораз од 19 разлике у последњем колу у Крагујевцу против Љубљана силверхокса. На изненађење Љубљанчани су салвили 30:9 и прошли у финале. У суперлиги, Вепрови су славили у полуфиналу после драматичног меча одиграном Новом Саду против Дјукса. Дјукси су водили 26:21, али је у последњем нападу Витакер пронашао Николу Симовића који се налазио у енд зони и тако су Верпови славили. У финалу их је чекао 21. сусрет у историји против београдских Вукова. Захваљујући расположеном квотербеку Шону Ретефорду Вукови су победили са 27:17, а Крагујевчани су и четврту годину за редом остали без трофеја.
У сезони 2015. остварен је најлошијих резултат у историји пошто су Вепрови регуларни део сезоне завршили на четвртом месту са скором од четири победе и три пораза. У плеј-офу су елиминисани већ у полуфиналу од новосадских Дјукса 21:14, а они су затим први пут у историји освојили првенство Србије. Ово је било први пут да су крагујевчани пропустили финале у домаћем такмичењу.

### Освајање нових трофеја
Пред почетак нове сезоне клуб је напустио офанзивни линијаш Дејан Јанковић који је прешао у француски клуб Блек пантерси Тонон. Искусни амерички тренер Мајкл Месер заменио је дотадашњег тренера Александра Ристића Алфа који ће сада имати улогу офанзивног кординатора. Као показатељ високих амбиција Вепрови су довели петорицу јуниорских и сениорских репрезентативаца Србије из Ејнџел вориорса: Мирка Славковића, Гаврила Максимовића, Душана Илића, Милана Дашића и Јована Павловића. Као прво инострано појачање доведен је американац Габријел Чемберс који игра на позицији хватача и дефанзивог бека. Поред њега на месту квотербека доведен је Џејми Блант. Због приватних обавеза Ђорђе Тимотијевић члан офанзивне линије прешао је у београдске Блу драгонсе, а због студија у Београду му се придтужио и талентовани корнер бек Михаило Петровић. Екипу је напустио и кикер Михаило Петровић.
У регуларном делу Вепрови су остварили шест победа и један пораз од Вукова и завршили на другом месту. Први пут у историји Дивљи Вепрови су једну утакмицу као домаћини одиграли ван Крагујевца, због тога што у граду нису добили терен за одигравање утакмице. Утакмицу против Блу драгонса у оквиру последњег 7. кола одиграли су 18. јуна у селу Брзан у општини Баточина. У полуфиналу су у Крагујевцу победили браниоца титуле Дјуксе са 33:13. У финалу су 10. јула 2016. године на стадиону Царева ћуприја у Веограду пред око 2000 гледалаца савладали Вукове са 53:29, а за најкориснијег играча је проглашен француз Андреас Беца. Тако је након шест година титула првака Србије враћена у Крагујевац.
У сезони 2017 улогу првог тренера поново је преузео Александар Ристић Алф. Вепрови су доста променили тим на почетку сезоне. Од страних играча дошли су: квотербек Ијан Магинис, дефанзивни бек Ален Ремзи и ранинг-бек Лоран Чиманга. Од домаћих играча дошли су: Вајд-рисивери: Страхиња Теповић (Коч рамси Истанбул) о Леон Милошевић (Стилерси Мишколц), офанзивни линијаш Душан Стошић (Императори Ниш) и лајнбекери Страхиња Грујућ (Стилерси Мишколц) i Марко Карабаић (Лавови Вршац).
Регуларни део сезове Вепрови су завршили са максималним учинком од 7 победа, иако су на терену један меч изгубили. Они су у Београду поражени од домаћих Блу драгонса 14:7, али је накнадно регисторава службеним резултатом 0:35 у корист Вајлд борса, јер је за домаћу екипу наступао Небојша Рајковић иако није имао право наступа. Поменути играч је у мечу 4. кола против Индијанса кажњен једном утакмицом суспензије, али је упркос томе наступио на овој утакмици. Ове сезоне је дошло до промене у систему такмичења, па су два најбоље пласирана клуба на табели обезбедила учешће у полуфинале, а екипе од трећег до шестом места играла су четвртфинале. Као првопласирана екипа, крагујевчани су се пласирали у полуфиналу где су играли против Индијанса из Инђије који су у Београду победили Блу драгонсе. Релативно лако Вајлд борси су победили 50:3 и пласирали се у финале где су им противници били новосадски Дјукси. Тринаести сербијан боул је одигран 7. јула 2017. године на стадиону Чика Дача у Крагујевцу, први пут после шест година. Утакмица је завршена победом Вепрова резултатом 24:16, после великог преокрета пошто су Дјукси на полувремену водили 16:3. На стадиону је било 2000 гледалаца, а утакмица је преношена на трећем каналу Спорт клуба. Ове сезоне такмичили су се и у регионалној Цефл лиги где су поражени у финалу од аустријских Сварко рајдерса.

## Највећи ривал
Џип боул (енгл. Jeep Bowl) је назив за дерби у америчком фудбалу у Србији који се игра између Вајлд борса и Вукова из Београда . Прву утакмицу су одиграли 22. марта 2003. на стадиону фудбалског клуба Јадран у Крагујевцу пред око 500 гледалаца и без опреме, а славили су Вепрови са 15:14. 
.
До сада је одиграно 23 међусобних сусрета. Вукови воде 13-12. Крагујевчани су били успешнији у првим дербијима, да би последњих година Вукови имали више успеха.

## Стадион
Дивљи вепрови често мењају терене. Први меч су играли на стадиону Јадрана, а затим на стадиону Шумадија и стадиону Сушица. Данас битне мечеве играју на Стадиону Чика Дача, док друге мечеве играју на помоћном стадиону Чика Дача.
У току сезоне 2016 клуб је имао проблема са тереном за одигравање утакмице па се тако десило да први пут у историји Дивљи Вепрови једну утакмицу као домаћини одиграју ван Крагујевца, због тога што у граду нису добили терен за одигравање утакмице. Утакмицу против Блу драгонса у оквиру последњег 7. кола одиграли су 18. јуна у селу Брзан у општини Баточина.
У плану је да клуб добије свој терен и просторије. Планирано је да се или стадион Сушица прилагоди америчком фудбалу тако што би била постављена вештачка трава или да се направи нови стадион.

## Навијачи
Вајлд борси Крагујевац има подршку навијача у Крагујевцу и околини. Нарочито пуно навијача долази када се играју дербији са Вуковима. На битним утакмицама огранизује се и превоз за навијаче. Године 2009 је основан Wild Boars Fan Club у којем се навијачи окупљају. Чланарина кошта 500 динара, а сваки члан добија чланску картицу.

## Млађе категорије
Вајлд борси имају три селекције у млађим категоријама:јуниори 1995. годиште и млађи, млађи јуниори 1999. годиште и млађи и селекцију у флег фудбалу 1998. годиште и млађи.
Јуниори су 2013. године постали прваци Србије пошто су у Крагујевцу победили Инђија индијансе са 19:0. Потрвда да клуб добро ради са млађим категоријама је позив јуниорима Ђорђу Петровићу и Николи Симовићу да учествују на развојном ИФАФ кампу Тима света од 4. до 11. јануара 2014. код Тампе на Флориди.
Поред тога клуб има екипу и у Флег фудбалу. Флег фудбал (енгл. Flag football) је верзија америчког фудбала са сличним правилима која се игра на отвореном или у затвореном простору. Најбитнија разлика је у томе да није дозвољен контакт међу играчима (блокирање, обарање и сл), а тимови се састоје од 4 до 11 појединаца. Вепрови још нису освојили флеглигу Србије која се игра од 2010. године,, али су тријумфовали на купу Београда 2013. године.

## Успеси
| Такмичење                                             | Такмичење            | Број                 | Година                                                            |
| Национално првенство                                  | Национално првенство | Национално првенство | Национално првенство                                              |
| ----------------------------------------------------- | -------------------- | -------------------- | ----------------------------------------------------------------- |
| Суперлига Србије                                      | Првак                | 11                   | 2004, 2006, 2008, 2009, 2010, 2016, 2017, 2018, 2019, 2023, 2025. |
| Суперлига Србије                                      | Други                | 7                    | 2005, 2011, 2012, 2013, 2014, 2022, 2024.                         |
| Регионална такмичења                                  |                      |                      |                                                                   |
| ЦЕФЛ лига (од 2017. учествују клубови из целе Европе) | Победник             | 1                    | 2006.                                                             |
| ЦЕФЛ лига (од 2017. учествују клубови из целе Европе) | Други                | 2                    | 2013.                                                             |
| Међународна такмичења                                 |                      |                      |                                                                   |
| ЕФАФ куп                                              | Победник             | 0                    | /                                                                 |
| ЕФАФ куп                                              | Други                | 1                    | 2011.                                                             |
| ЦЕФЛ лига                                             | Победник             | 0                    | /                                                                 |
| ЦЕФЛ лига                                             | Други                | 1                    | 2017.                                                             |

## Резултати

### Суперлига Србије
| Сезона | Регуларни део                   | Победе                          | Порази                          | Плеј-оф                         | Полуфинале                                          | Финале                                               |
| ------ | ------------------------------- | ------------------------------- | ------------------------------- | ------------------------------- | --------------------------------------------------- | ---------------------------------------------------- |
| 2004.  | 1. место                        | 4                               | 0                               | Победник                        | Пантерси Панчево се повукли                         | Вајлд борси Крагујевац - Вукови Београд 21:6         |
| 2005.  | 1. место                        | 4                               | 0                               | Финалиста                       | Вајлд борси Крагујевац - Сирмијум лиџонарси 35:0    | Вукови Вукови Београд - Вајлд борси Крагујевац 20:7  |
| 2006.  | 1. место                        | 7                               | 2                               | Победник                        | /                                                   | Вукови Београд - Вајлд борси Крагујевац 12:23        |
| 2007.  | Нису се такмичили у лиги Србије | Нису се такмичили у лиги Србије | Нису се такмичили у лиги Србије | Нису се такмичили у лиги Србије | Нису се такмичили у лиги Србије                     | Нису се такмичили у лиги Србије                      |
| 2008.  | 1. место                        | 6                               | 1                               | Победник                        | Вајлд борси Крагујевац - Пантерси Панчево 34:28     | Вајлд борси Крагујевац - Вукови Београд 39:33        |
| 2009.  | 1. место                        | 7                               | 0                               | Победник                        | Вајлд борси Крагујевац - Пантерси Панчево 40:27     | Вајлд борси Крагујевац - Блу драгонси Београд 67:33  |
| 2010.  | 1. место                        | 6                               | 0                               | Победник                        | Вајлд борси Крагујевац - Блу драгонси Београд 54:28 | Вајлд борси Крагујевац - Ејнџел вориорси Чачак 69:26 |
| 2011.  | 1. место                        | 7                               | 0                               | Финалиста                       | Вајлд борси Крагујевац - Ејнџел вориорси Чачак 52:0 | Вајлд борси Крагујевац - Вукови Београд 36:51        |
| 2012.  | 2. место                        | 6                               | 1                               | Финалиста                       | Вајлд борси Крагујевац - Ројал краунси Краљево 56:0 | Вукови Београд - Вајлд борси Крагујевац 35:24        |
| 2013.  | 3. место                        | 5                               | 2                               | Финалиста                       | Дјукси Нови Сад - Вајлд борси Крагујевац 6:29       | Вукови Београд - Вајлд борси Крагујевац 42:0         |
| 2014.  | 3. место                        | 5                               | 2                               | Финалиста                       | Дјукси Нови Сад - Вајлд борси Крагујевац 21:26      | Вукови Београд - Вајлд борси Крагујевац 27:17        |
| 2015.  | 4. место                        | 4                               | 3                               | Полуфиналиста                   | Дјукси Нови Сад - Вајлд борси Крагујевац 21:14      | /                                                    |
| 2016.  | 2. место                        | 6                               | 1                               | Победник                        | Вајлд борси Крагујевац - Дјукси Нови Сад 33:13      | Вукови Београд - Вајлд борси Крагујевац 29:53        |
| 2017.  | 1. место                        | 7                               | 0                               | Победник                        | Вајлд борси Крагујевац - Индијанси Инђија 50:3      | Вајлд борси Крагујевац - Дјукси Нови Сад 24:16       |
| 2018.  | 1. место                        | 7                               | 0                               | Победник                        | Вајлд борси Крагујевац - Блу драгонси Београд49:14  | Вајлд борси Крагујевац - Вукови Београд 54:36        |
| 2019.  | 1. место                        | 7                               | 0                               | Победник                        | Вајлд борси Крагујевац - Блу драгонси Београд35:12  | Вајлд борси Крагујевац - Вукови Београд 60:55        |
| 2021.  | 3. место                        | 4                               | 2                               | Полуфиналиста                   | Банат булси - Вајлд борси Крагујевац 26:24          | /                                                    |
| 2022.  | 2. место                        | 5                               | 1                               | Финалиста                       | Вајлд борси Крагујевац - Блу драгонси Београд 37:0  | Вукови Београд - Вајлд борси Крагујевац 24:17        |
| 2023.  | 1. место                        | 6                               | 0                               | Победник                        | Вајлд борси Крагујевац - Ребелси Букурешт 55:28     | Вајлд борси Крагујевац - Вукови Београд 48:7         |
| 2024.  | 2. место                        | 7                               | 1                               | Финалиста                       | Вајлд борси Крагујевац - Блу драгонси Београд 55:6  | Вукови Београд - Вајлд борси Крагујевац 28:6         |
| 2025.  | 1. место                        | 5                               | 1                               | Победник                        | Вајлд борси Крагујевац - Мамутси Кикинда 55:0       | Вајлд борси Крагујевац - Блу драгонси Београд 27:12  |

### ЦЕФЛ лига
| Сезона | Регуларни део    | Победе | Порази | Плеј-оф           | Полуфинале | Финале                                               |
| ------ | ---------------- | ------ | ------ | ----------------- | ---------- | ---------------------------------------------------- |
| 2006.  | 1. место         | 4      | 2      | Победник          | /          | Вајлд борси Крагујевац - Вукови Београд 23:12        |
| 2008.  | 7. место         | 0      | 7      | Нису се пласирали | /          | /                                                    |
| 2013.  | 2. место         | 4      | 2      | Финалиста         | /          | Вукови Београд - Вајлд борси Крагујевац 42:0         |
| 2014.  | 3. место         | 4      | 2      | Нису се пласирали | /          | /                                                    |
| 2017.  | 1. место (Исток) | 2      | 0      | Финалиста         | /          | Сварко рајдерси Тирол - Вајлд борси Крагујевац 55:20 |